# Gynacantha radama
Gynacantha radama là loài chuồn chuồn trong họ Aeshnidae. Loài này được Fraser mô tả khoa học đầu tiên năm 1956.